# (851) Zeissia
(851) Zeissia es un asteroide perteneciente al cinturón de asteroides descubierto el 2 de abril de 1916 por Serguéi Ivánovich Beliavski desde el observatorio de Simeiz en Crimea.
Está nombrado en honor de Carl Zeiss (1816-1888), óptico alemán.

## Características orbitales
Zeissia forma parte de la familia asteroidal de Flora.